# 刁柔
刁柔（501年—556年），字子温，勃海郡饶安县（今河北省盐山县西南）人，南北朝时期北魏至北齐儒学家、历史学家、官员，刁整的儿子。
刁柔年轻时喜好学问，研习经书和史书，尤其重视礼仪。他记忆力很强，宗族内外的诸多事务都能熟记于心。在魏宣武帝时期，他担任挽郎，后出任司空行参军。母亲去世后，他严格服满三年丧期，以孝行闻名。永安年间，被任命为中坚将军、奉车都尉，后加授冠军将军、中散大夫。东魏元象年间，他前往晋阳，被高欢任命为永安公府长流参军，为高欢的儿子们讲授儒学。北齐天保初年，任国子博士、中书舍人。魏收奉命编纂《魏书》时，刁柔被推荐参与编纂工作。由于刁柔性格固执，虽被推荐参与，却遭到魏收的厌恶和疏远。他还参与了律令修订的讨论。当时有人就五等爵邑的继承问题展开议论，主张没有嫡子的情况下立嫡孙，没有嫡孙的情况下立嫡子之弟，没有嫡子之弟的情况下立嫡孙之弟。刁柔对此反驳，认为没有嫡孙时应立嫡曾孙，而不应立嫡子之弟。556年（天保七年）夏天，刁柔去世，享年五十六岁。